# Lavrio
Laurium hay Lavrio hay Lavrion (tiếng Hy Lạp: Λαύριο; tiếng Hy Lạp cổ: Λαύριον; before early 11th century BC: Θορικός Thorikos; from Middle Ages until 1908: Εργαστήρια Ergastiria) là một khu tự quản ở vùng Attiki, Hy Lạp, tọa lạc ở phía đông nam của Attica, Hy Lạp. Đây là nơi đóng trụ sở chính quyền của khu tự quản Lavreotiki.. Khu tự quản Lavrio có diện tích 176 km², dân số theo điều tra ngày 18 tháng 3 năm 2001 là 22261 người.
Laurium nổi tiếng trong Cổ vật cổ điển vì mỏ bạc, là một trong những nguồn thu nhập chính của Nhà nước Athen. Kim loại bạc chủ yếu được sử dụng cho đúc tiền xu bạc. Bảo tàng Khảo cổ Lavrion cho thấy phần lớn câu chuyện về những mỏ này.
Nó là cảng biển ít quan trọng hơn Piraeus.
Nó nằm khoảng 60 km về phía đông nam của Athens, đông nam của Keratea và bắc của mũi Sounio. Laurium nằm trên một vịnh nhìn ra đảo Makronisos (thời cổ đại: Helena) ở phía đông. Cảng nằm ở giữa và các đường phố bao phủ khu dân cư Lavrio. Xa lộ GR-89 chạy qua Lavrio và kết thúc ở phía nam trong Sounio.